# Voetbalelftal van Antigua en Barbuda (vrouwen)
Het vrouwenvoetbalelftal van Antigua en Barbuda is een team van vrouwelijke voetballers dat Antigua en Barbuda vertegenwoordigt bij internationale wedstrijden, zoals het WK en de CONCACAF Gold Cup.

## CONCACAF Gold Cup historie
ABFA · A-internationals · Mannenelftal van Antigua en Barbuda
2004 – 2009 · 2010 – 2019 · 2010 – 2029
Amerikaanse Maagdeneilanden ·
Anguilla ·
Aruba ·
Barbados ·
Bermuda ·
Cuba ·
Curaçao ·
Dominica ·
Dominicaanse Republiek ·
Guyana ·
Haïti ·
Jamaica · 
Mexico ·
Puerto Rico ·
Saint Kitts en Nevis ·
Saint Lucia ·
Saint Vincent en de Grenadines ·
Suriname ·
Trinidad en Tobago